# Chatrice White
Chatrice White (Osceola, Nebraska, USA, 20 de junio de 1996) es una exjugadora norteamericana de baloncesto profesional que jugó en la Liga Femenina de Baloncesto de España, en el equipo Kutxabank Araski.

## Biografía
Chatrice Marie White nació en Estados Unidos. Empezó a jugar al baloncesto a los 9 años,  y posteriormente en la escuela secundaria Shelby-Rising City. Logró 20 récords escolares individuales (anotación, anotación/temporada, rebotes, tapones, tapones/temporada). Compitió en el equipo de atletismo de la escuela, en relevos 4 x 800 m y en lanzamiento de peso y disco.

## Trayectoria
La pívot americana se formó desde el año 2014 a 2016 en la universidad de Illinois, y posteriormente, de 2016 a 2018, en la de Florida, compitiendo en la NCAA. Tiene el récord de rebotes de todos los tiempos, de primer año, en Illinois. Y récord de rebotes en Nebraska. Hizo una preparación con los Phoenix Mercury de la WNBA.
En España ha jugado para el equipo gallego Duran Maquinaria Ensino de Lugo, y el Kutxabank Araski. Tras finalizar la temporada 2022-2023 anunció su retirada del baloncesto.

## Clubes
- 2018-2019: ZKK Cinkarna Cleja de Eslovenia.[4]
- 2019: Bayrakli Belediyesi de Turquía.[6]
- 2020-2022: Durán Maquinaria Ensino, Lugo.[7]
- 2022: Rheinland Lions: Alemania.[8]
- 2022-2023: Kutxabank Araski AES, Vitoria.[9]

## Selección americana
En categorías inferiores sub-19 y sub-20

## Palmarés

### Campeonatos nacionales[10]
| Título      | Localidad | País  | Año  |
| ----------- | --------- | ----- | ---- |
| ORO Mundial | Chejov    | Rusia | 2015 |
| 3x3         | Colorado  | USA   | 2016 |
| FIBA 3x3    | Guangzhou | China | 2016 |

## Premios
- Rolanda Pierce Heart Award por el Equipo Académico All-Acc.